# Liste des élections générales nunavoises
Les élections générales au Nunavut ont lieu à tous les quatre ou cinq ans. Tous les candidats sont indépendants étant donné qu'il n'y a aucun parti politique à l'Assemblée législative du Nunavut.
Depuis la création du Nunavut en 1999, quatre élections générales se sont tenues.
Les élections permettent d'élire les 22 membres de l'Assemblée législative du Nunavut.

## Liste des élections
Cinq élections générales se sont tenus au Nunavut :
- Élections générales nunavoises de 1999
- Élections générales nunavoises de 2004
- Élections générales nunavoises de 2008
- Élections générales nunavoises de 2013
- Élections générales nunavoises de 2017